# Championnat du monde d'endurance FIA 2013
Navigation
Édition précédente Édition suivante
Le Championnat du monde d'endurance FIA 2013 est la deuxième édition de cette compétition. Elle se déroule du 14 avril au 30 novembre 2013. Elle comprend huit manches dont les 24 Heures du Mans.

## Repères de débuts de saison
- Les 12 Heures de Sebring ne font plus partie du calendrier, les 6 Heures du circuit des Amériques remplacent le tour d'horloge floridien en tant que manche américaine du WEC.
- Les manches d'Austin et de Silverstone possèdent l'American Le Mans Series et l'European Le Mans Series en tant que courses supports.
- Catégories :
  - LMP1
  - LMP2
  - LMGTE Pro
  - LMGTE Am

## Engagés
| Équipe                  | Voiture                   | no | Pilote                   | Cat.    | Manches |
| ----------------------- | ------------------------- | -- | ------------------------ | ------- | ------- |
| Audi Sport Team Joest   | Audi R18 e-tron quattro   | 1  | André Lotterer           | LMP1    | 1       |
| Audi Sport Team Joest   | Audi R18 e-tron quattro   | 1  | Benoît Tréluyer          | LMP1    | 1       |
| Audi Sport Team Joest   | Audi R18 e-tron quattro   | 1  | Marcel Fässler           | LMP1    | 1       |
| Audi Sport Team Joest   | Audi R18 e-tron quattro   | 2  | Tom Kristensen           | LMP1    | 1       |
| Audi Sport Team Joest   | Audi R18 e-tron quattro   | 2  | Allan McNish             | LMP1    | 1       |
| Audi Sport Team Joest   | Audi R18 e-tron quattro   | 2  | Loïc Duval               | LMP1    | 1       |
| Audi Sport Team Joest   | Audi R18 e-tron quattro   | 3  | Marc Gené                | LMP1    | ?       |
| Audi Sport Team Joest   | Audi R18 e-tron quattro   | 3  | Oliver Jarvis            | LMP1    | ?       |
| Audi Sport Team Joest   | Audi R18 e-tron quattro   | 3  | Lucas di Grassi          | LMP1    | ?       |
| Toyota Racing           | Toyota TS030 Hybrid       | 7  | Alex Wurz                | LMP1    | 1       |
| Toyota Racing           | Toyota TS030 Hybrid       | 7  | Nicolas Lapierre         | LMP1    | 1       |
| Toyota Racing           | Toyota TS030 Hybrid       | 7  | Kazuki Nakajima          | LMP1    | ?       |
| Toyota Racing           | Toyota TS030 Hybrid       | 8  | Anthony Davidson         | LMP1    | 1       |
| Toyota Racing           | Toyota TS030 Hybrid       | 8  | Sébastien Buemi          | LMP1    | 1       |
| Toyota Racing           | Toyota TS030 Hybrid       | 8  | Stéphane Sarrazin        | LMP1    | 1       |
| Rebellion Racing        | Lola B12/60 Toyota        | 12 | Neel Jani                | LMP1    | 1       |
| Rebellion Racing        | Lola B12/60 Toyota        | 12 | Nicolas Prost            | LMP1    | 1       |
| Rebellion Racing        | Lola B12/60 Toyota        | 12 | Nick Heidfeld            | LMP1    | 1       |
| Rebellion Racing        | Lola B12/60 Toyota        | 13 | Mathias Beche            | LMP1    | 1       |
| Rebellion Racing        | Lola B12/60 Toyota        | 13 | Andrea Belicchi          | LMP1    | 1       |
| Rebellion Racing        | Lola B12/60 Toyota        | 13 | Congfu Cheng             | LMP1    | 1       |
| Strakka Racing          | HPD ARX-03c               | 21 | Nick Leventis            | LMP1    | 1       |
| Strakka Racing          | HPD ARX-03c               | 21 | Danny Watts              | LMP1    | 1       |
| Strakka Racing          | HPD ARX-03c               | 21 | Jonny Kane               | LMP1    | 1       |
| Oak Racing              | Morgan LMP2 Nissan        | 24 | Olivier Pla              | LMP2    | 1       |
| Oak Racing              | Morgan LMP2 Nissan        | 24 | Alex Brundle             | LMP2    | 1       |
| Oak Racing              | Morgan LMP2 Nissan        | 24 | David Heinemeier Hansson | LMP2    | 1       |
| Oak Racing              | Morgan LMP2 Nissan        | 35 | Bertrand Baguette        | LMP2    | 1       |
| Oak Racing              | Morgan LMP2 Nissan        | 35 | Ricardo González         | LMP2    | 1       |
| Oak Racing              | Morgan LMP2 Nissan        | 35 | Martin Plowman           | LMP2    | 1       |
| Oak Racing              | Morgan LMP2 Nissan        | 45 | Jacques Nicolet          | LMP2    | 1       |
| Oak Racing              | Morgan LMP2 Nissan        | 45 | Jean-Marc Merlin         | LMP2    | 1       |
| Oak Racing              | Morgan LMP2 Nissan        | 45 | Philippe Mondolot        | LMP2    | ?       |
| Delta-ADR (en)          | Oreca 03 Nissan           | 25 | Tor Graves               | LMP2    | 1       |
| Delta-ADR (en)          | Oreca 03 Nissan           | 25 | Antônio Pizzonia         | LMP2    | 1       |
| Delta-ADR (en)          | Oreca 03 Nissan           | 25 | James Walker             | LMP2    | 1       |
| G-Drive Racing          | Oreca 03 Nissan           | 26 | Roman Rusinov            | LMP2    | 1       |
| G-Drive Racing          | Oreca 03 Nissan           | 26 | Mike Conway              | LMP2    | 1       |
| G-Drive Racing          | Oreca 03 Nissan           | 26 | John Martin              | LMP2    | 1       |
| Gulf Racing Middle East | Lola B12/80 Nissan        | 28 | Fabien Giroix            | LMP2    |         |
| Gulf Racing Middle East | Lola B12/80 Nissan        | 28 | Philippe Haezebrouck     | LMP2    | 1       |
| Gulf Racing Middle East | Lola B12/80 Nissan        | 28 | Keiko Ihara              | LMP2    | 1       |
| Gulf Racing Middle East | Lola B12/80 Nissan        | 29 | Frédéric Fatien          | LMP2    | 1       |
| Gulf Racing Middle East | Lola B12/80 Nissan        | 29 | Ludovic Badey            | LMP2    | 1       |
| Gulf Racing Middle East | Lola B12/80 Nissan        | 29 | Khaled Al-Mhudaf         | LMP2    | 1       |
| HVM-Status GP           | Lola B12/80 Judd          | 30 | Johnny Mowlem            | LMP2    | 1       |
| HVM-Status GP           | Lola B12/80 Judd          | 30 | Jonathan Hirschi         | LMP2    | 1       |
| HVM-Status GP           | Lola B12/80 Judd          | 30 | Tony Burgess             | LMP2    | 1       |
| Lotus LMP2              | Lotus T128 Praga/Judd     | 31 | Kevin Weeda (de)         | LMP2    | 1       |
| Lotus LMP2              | Lotus T128 Praga/Judd     | 31 | Vitantonio Liuzzi        | LMP2    | 1       |
| Lotus LMP2              | Lotus T128 Praga/Judd     | 31 | Christophe Bouchut       | LMP2    | 1       |
| Lotus LMP2              | Lotus T128 Praga/Judd     | 32 | Thomas Holzer (en)       | LMP2    | 1       |
| Lotus LMP2              | Lotus T128 Praga/Judd     | 32 | Dominik Kraihamer        | LMP2    | 1       |
| Lotus LMP2              | Lotus T128 Praga/Judd     | 32 | Jan Charouz              | LMP2    | 1       |
| Greaves Motorsport      | Zytek Z11SN Nissan        | 41 | Alexander Rossi          | LMP2    | 1       |
| Greaves Motorsport      | Zytek Z11SN Nissan        | 41 | Tom Kimber-Smith         | LMP2    | 1       |
| Greaves Motorsport      | Zytek Z11SN Nissan        | 41 | Eric Lux                 | LMP2    | 1       |
| Greaves Motorsport      | Zytek Z11SN Nissan        | 42 | Michael Krumm            | LMP2    | 1       |
| Greaves Motorsport      | Zytek Z11SN Nissan        | 42 | Jann Mardenborough       | LMP2    | 1       |
| Greaves Motorsport      | Zytek Z11SN Nissan        | 42 | Lucas Ordóñez            | LMP2    | 1       |
| KCMG                    | Morgan LMP2 Nissan        | 47 | Alexandre Imperatori     | LMP2    | 1       |
| KCMG                    | Morgan LMP2 Nissan        | 47 | Matt Howson              | LMP2    | 1       |
| KCMG                    | Morgan LMP2 Nissan        | 47 | Jim Ka To                | LMP2    | 1       |
| Pecom Racing            | Oreca 03 Nissan           | 49 | Luís Pérez Companc       | LMP2    | 1       |
| Pecom Racing            | Oreca 03 Nissan           | 49 | Pierre Kaffer            | LMP2    | 1       |
| Pecom Racing            | Oreca 03 Nissan           | 49 | Nicolas Minassian        | LMP2    | 1       |
| Larbre Compétition      | Chevrolet Corvette C6.R   | 50 | Patrick Bornhauser       | GTE-Am  | 1       |
| Larbre Compétition      | Chevrolet Corvette C6.R   | 50 | Julien Canal             | GTE-Am  | 1       |
| Larbre Compétition      | Chevrolet Corvette C6.R   | 50 | Fernando Rees            | GTE-Am  | 1       |
| Larbre Compétition      | Chevrolet Corvette C6.R   | 70 | Philippe Dumas           | GTE-Am  | ?       |
| Larbre Compétition      | Chevrolet Corvette C6.R   | 70 | Manuel Rodrigues         | GTE-Am  | ?       |
| Larbre Compétition      | Chevrolet Corvette C6.R   | 70 | Cooper MacNeil           | GTE-Am  | ?       |
| AF Corse                | Ferrari 458 Italia GT2    | 51 | Giancarlo Fisichella     | GTE-Pro | 1       |
| AF Corse                | Ferrari 458 Italia GT2    | 51 | Gianmaria Bruni          | GTE-Pro | 1       |
| AF Corse                | Ferrari 458 Italia GT2    | 51 | Marco Cioci              | GTE-Pro | ?       |
| AF Corse                | Ferrari 458 Italia GT2    | 61 | Jack Gerber              | GTE-Am  | 1       |
| AF Corse                | Ferrari 458 Italia GT2    | 61 | Matt Griffin             | GTE-Am  | 1       |
| AF Corse                | Ferrari 458 Italia GT2    | 61 | Jaime Melo Jr.           | GTE-Am  | 1       |
| AF Corse                | Ferrari 458 Italia GT2    | 71 | Olivier Beretta          | GTE-Pro | ?       |
| AF Corse                | Ferrari 458 Italia GT2    | 71 | Toni Vilander            | GTE-Pro | 1       |
| AF Corse                | Ferrari 458 Italia GT2    | 71 | Kamui Kobayashi          | GTE-Pro | 1       |
| Krohn Racing            | Ferrari 458 Italia GT2    | 57 | Tracy Krohn              | GTE-Am  | 1       |
| Krohn Racing            | Ferrari 458 Italia GT2    | 57 | Niclas Jönsson           | GTE-Am  | 1       |
| Krohn Racing            | Ferrari 458 Italia GT2    | 57 | Maurizio Mediani         | GTE-Am  | 1       |
| IMSA Performance Matmut | Porsche 911 GT3 RSR (997) | 67 | Pascal Gibon             | GTE-Am  | ?       |
| IMSA Performance Matmut | Porsche 911 GT3 RSR (997) | 67 | Patrice Milesi           | GTE-Am  | ?       |
| IMSA Performance Matmut | Porsche 911 GT3 RSR (997) | 67 | Wolf Henzler             | GTE-Am  | ?       |
| IMSA Performance Matmut | Porsche 911 GT3 RSR (997) | 76 | Raymond Narac            | GTE-Am  | 1       |
| IMSA Performance Matmut | Porsche 911 GT3 RSR (997) | 76 | Jean-Karl Vernay         | GTE-Am  | 1       |
| IMSA Performance Matmut | Porsche 911 GT3 RSR (997) | 76 | Christophe Bourret       | GTE-Am  | 1       |
| 8 Star Motorsports      | Ferrari 458 Italia GT2    | 81 | Vicente Potolicchio      | GTE-Am  | 1       |
| 8 Star Motorsports      | Ferrari 458 Italia GT2    | 81 | Philipp Peter            | GTE-Am  | 1       |
| 8 Star Motorsports      | Ferrari 458 Italia GT2    | 81 | Rui Águas                | GTE-Am  | 1       |
| Proton Competition      | Porsche 911 GT3 RSR (997) | 88 | Christian Ried           | GTE-Am  | 1       |
| Proton Competition      | Porsche 911 GT3 RSR (997) | 88 | Gianluca Roda            | GTE-Am  | 1       |
| Proton Competition      | Porsche 911 GT3 RSR (997) | 88 | Paolo Ruberti            | GTE-Am  | 1       |
| Porsche AG Team Manthey | Porsche 911 RSR (991)     | 91 | Marc Lieb                | GTE-Pro | 1       |
| Porsche AG Team Manthey | Porsche 911 RSR (991)     | 91 | Richard Lietz            | GTE-Pro | 1       |
| Porsche AG Team Manthey | Porsche 911 RSR (991)     | 91 | Romain Dumas             | GTE-Pro | 1       |
| Porsche AG Team Manthey | Porsche 911 RSR (991)     | 92 | Jörg Bergmeister         | GTE-Pro | 1       |
| Porsche AG Team Manthey | Porsche 911 RSR (991)     | 92 | Patrick Pilet            | GTE-Pro | 1       |
| Porsche AG Team Manthey | Porsche 911 RSR (991)     | 92 | Timo Bernhard            | GTE-Pro | 1       |
| Aston Martin Racing     | Aston Martin Vantage GTE  | 95 | Christoffer Nygaard      | GTE-Am  | 1       |
| Aston Martin Racing     | Aston Martin Vantage GTE  | 95 | Kristian Poulsen         | GTE-Am  | 1       |
| Aston Martin Racing     | Aston Martin Vantage GTE  | 95 | Allan Simonsen           | GTE-Am  | 1       |
| Aston Martin Racing     | Aston Martin Vantage GTE  | 96 | Roald Goethe             | GTE-Am  | 1       |
| Aston Martin Racing     | Aston Martin Vantage GTE  | 96 | Stuart Hall              | GTE-Am  | 1       |
| Aston Martin Racing     | Aston Martin Vantage GTE  | 96 | Jamie Campbell-Walter    | GTE-Am  | 1       |
| Aston Martin Racing     | Aston Martin Vantage GTE  | 97 | Darren Turner            | GTE-Pro | 1       |
| Aston Martin Racing     | Aston Martin Vantage GTE  | 97 | Stefan Mucke             | GTE-Pro | 1       |
| Aston Martin Racing     | Aston Martin Vantage GTE  | 97 | Peter Dumbreck           | GTE-Pro | 1       |
| Aston Martin Racing     | Aston Martin Vantage GTE  | 99 | Paul Dalla Lana          | GTE-Pro | 1       |
| Aston Martin Racing     | Aston Martin Vantage GTE  | 99 | Pedro Lamy               | GTE-Pro | 1       |
| Aston Martin Racing     | Aston Martin Vantage GTE  | 99 | Richie Stanaway          | GTE-Pro | 1       |

| Icône   | Catégorie           |
| ------- | ------------------- |
| LMP1    | Le Mans Prototype 1 |
| LMP2    | Le Mans Prototype 2 |
| GTE-Pro | GT Endurance Pro    |
| GTE-Am  | GT Endurance Am     |

| Légende | Légende |
| --- | ------- |
| Engagement au championnat * Éligible pour marquer des points dans chaque classement.                                                                            |         |
| Engagement supplémentaire * Éligible pour marquer des points au classement pilotes uniquement.                                                                  |         |
| Troisième engagement constructeur * Éligible pour marquer des points au classement pilotes * Éligible pour les points du classement constructeurs LMP1 au Mans. |         |
| Engagement à la course * Non inscrit au classement du championnat.                                                                                              |         |

## Calendrier
| N° | Date          | Course                            | Circuit                           | Lieu          | État, Pays              |
| -- | ------------- | --------------------------------- | --------------------------------- | ------------- | ----------------------- |
| 1  | 14 avril      | 6 Heures de Silverstone           | Circuit de Silverstone            | Silverstone   | Angleterre, Royaume-Uni |
| 2  | 4 mai         | WEC 6 Heures de Spa-Francorchamps | Circuit de Spa-Francorchamps      | Francorchamps | Belgique                |
| 3  | 22 & 23 juin  | 24 Heures du Mans                 | Circuit des 24 Heures             | Le Mans       | France                  |
| 4  | 1er septembre | 6 Heures de São Paulo             | Autodromo José Carlos Pace        | São Paulo     | São Paulo, Brésil       |
| 5  | 22 septembre  | 6 Heures du circuit des Amériques | Circuit des Amériques             | Austin        | Texas, États-Unis       |
| 6  | 20 octobre    | 6 Heures de Fuji                  | Fuji Speedway                     | Oyama         | Japon                   |
| 7  | 10 novembre   | 6 Heures de Shanghai              | Circuit international de Shanghai | Shanghai      | Chine                   |
| 8  | 30 novembre   | 6 Heures de Bahreïn               | Circuit international de Sakhir   | Sakhir        | Bahreïn                 |

## Résumé

### 6 Heures de Fuji
Cette manche s'est déroulée sous le passage d'un typhon, ce qui obligea les organisateurs à arrêter la course au 16e tour. En raison de cette faible distance parcourue, seule la moitié des points initialement prévus a été attribuée.

## Résultats

### Équipes et Pilotes
Les vainqueurs du classement général de chaque manche sont inscrits en caractères gras.
| N° | Course                            | Équipe victorieuse LMP1                            | Équipe victorieuse LMP2                            | Équipe victorieuse GTE Pro                     | Équipe victorieuse GTE Am                           | Résultats |
| N° | Course                            | Pilotes victorieux LMP1                            | Pilotes victorieux LMP2                            | Pilotes victorieux GTE Pro                     | Pilotes victorieux GTE Am                           | Résultats |
| -- | --------------------------------- | -------------------------------------------------- | -------------------------------------------------- | ---------------------------------------------- | --------------------------------------------------- | --------- |
| 1  | 6 Heures de Silverstone           | No. 2 Audi Sport Team Joest                        | No. 25 Delta-ADR (en)                              | No. 97 Aston Martin Racing                     | No. 95 Aston Martin Racing                          | résultats |
| 1  | 6 Heures de Silverstone           | Allan McNish Tom Kristensen Loïc Duval             | Antônio Pizzonia Tor Graves James Walker           | Darren Turner Stefan Mücke Bruno Senna         | Allan Simonsen Christoffer Nygaard Kristian Poulsen | résultats |
| 2  | 6 Heures de Spa-Francorchamps     | No. 1 Audi Sport Team Joest                        | No. 49 PeCom Racing                                | No. 51 AF Corse                                | No. 81 8 Star Motorsports                           | résultats |
| 2  | 6 Heures de Spa-Francorchamps     | André Lotterer Benoît Tréluyer Marcel Fässler      | Luís Pérez Companc Pierre Kaffer Nicolas Minassian | Gianmaria Bruni Giancarlo Fisichella           | Vicente Potolicchio Rui Águas Matteo Malucelli      | résultats |
| 3  | 24 Heures du Mans                 | No. 2 Audi Sport Team Joest                        | No. 35 OAK Racing                                  | No. 92 Porsche AG Team Manthey                 | No. 76 IMSA Performance Matmut                      | résultats |
| 3  | 24 Heures du Mans                 | Allan McNish Tom Kristensen Loïc Duval             | Bertrand Baguette Martin Plowman Ricardo González  | Marc Lieb Richard Lietz Romain Dumas           | Raymond Narac Jean-Karl Vernay Christophe Bourret   | résultats |
| 4  | 6 Heures de São Paulo             | No. 1 Audi Sport Team Joest                        | No. 26 G-Drive Racing                              | No. 51 AF Corse                                | No. 96 Aston Martin Racing                          | résultats |
| 4  | 6 Heures de São Paulo             | André Lotterer Benoît Tréluyer Marcel Fässler      | Roman Rusinov Mike Conway John Martin              | Gianmaria Bruni Giancarlo Fisichella           | Jamie Campbell-Walter Stuart Hall                   | résultats |
| 5  | 6 Heures du circuit des Amériques | No. 2 Audi Sport Team Joest                        | No. 26 G-Drive Racing                              | No. 99 Aston Martin Racing                     | No. 96 Aston Martin Racing                          | résultats |
| 5  | 6 Heures du circuit des Amériques | Allan McNish Tom Kristensen Loïc Duval             | Roman Rusinov Mike Conway John Martin              | Frédéric Makowiecki Bruno Senna                | Jamie Campbell-Walter Stuart Hall                   | résultats |
| 6  | 6 Heures de Fuji                  | No. 7 Toyota Racing                                | No. 35 OAK Racing                                  | No. 97 Aston Martin Racing                     | No. 95 Aston Martin Racing                          | résultats |
| 6  | 6 Heures de Fuji                  | Alex Wurz Nicolas Lapierre Kazuki Nakajima         | Bertrand Baguette Martin Plowman Ricardo González  | Darren Turner Stefan Mücke Frédéric Makowiecki | Christoffer Nygaard Kristian Poulsen Bruno Senna    | résultats |
| 7  | 6 Heures de Shanghai              | No. 1 Audi Sport Team Joest                        | No. 26 G-Drive Racing                              | No. 97 Aston Martin Racing                     | No. 81 8 Star Motorsports                           | résultats |
| 7  | 6 Heures de Shanghai              | André Lotterer Benoît Tréluyer Marcel Fässler      | Roman Rusinov Mike Conway John Martin              | Darren Turner Stefan Mücke                     | Vicente Potolicchio Rui Águas Davide Rigon          | résultats |
| 8  | 6 Heures de Bahreïn               | No. 8 Toyota Racing                                | No. 26 G-Drive Racing                              | No. 51 AF Corse                                | No. 95 Aston Martin Racing                          | résultats |
| 8  | 6 Heures de Bahreïn               | Sébastien Buemi Anthony Davidson Stéphane Sarrazin | Roman Rusinov Mike Conway John Martin              | Gianmaria Bruni Toni Vilander                  | Christoffer Nygaard Kristian Poulsen Nicki Thiim    | résultats |

## Classement saison 2013

### Attribution des points
| Système des points | Système des points | Système des points | Système des points | Système des points | Système des points | Système des points | Système des points | Système des points | Système des points | Système des points | Système des points |
| Position           | 1er                | 2e                 | 3e                 | 4e                 | 5e                 | 6e                 | 7e                 | 8e                 | 9e                 | 10e                | Au-delà            |
| ------------------ | ------------------ | ------------------ | ------------------ | ------------------ | ------------------ | ------------------ | ------------------ | ------------------ | ------------------ | ------------------ | ------------------ |
| Points             | 25                 | 18                 | 15                 | 12                 | 10                 | 8                  | 6                  | 4                  | 2                  | 1                  | 0.5                |

Les points sont doublés lors des 24 heures du Mans.

### Classement pilotes
Cette saison, 4 titres sont délivrés aux pilotes. Le Championnat du monde est disputé uniquement par les pilotes des catégories LMP1 et LMP2. Les pilotes appartenant aux catégories LMGTE se disputent quant à eux une Coupe du monde. Également, 2 Trophées Endurance FIA sont attribués aux pilotes appartenant aux catégories LMP2 et LMGTE Am.

#### Championnat du monde d'endurance FIA— Pilotes
Allan McNish, Tom Kristensen et Loïc Duval remportent le Championnat lors des 6 heures de Shanghai.
| Pos. | Pilote                   | Team                  | SIL | SPA | LMS | SÃO | COA | FUJ | SHA | BHR | Total points |
| ---- | ------------------------ | --------------------- | --- | --- | --- | --- | --- | --- | --- | --- | ------------ |
| 1    | Allan McNish             | Audi Sport Team Joest | 1   | 2   | 1   | 2   | 1   | 2   | 3   | Ret | 162          |
| 1    | Tom Kristensen           | Audi Sport Team Joest | 1   | 2   | 1   | 2   | 1   | 2   | 3   | Ret | 162          |
| 1    | Loïc Duval               | Audi Sport Team Joest | 1   | 2   | 1   | 2   | 1   | 2   | 3   | Ret | 162          |
| 2    | André Lotterer           | Audi Sport Team Joest | 2   | 1   | 5   | 1   | 3   | 14  | 1   | 2   | 149.25       |
| 2    | Marcel Fässler           | Audi Sport Team Joest | 2   | 1   | 5   | 1   | 3   | 14  | 1   | 2   | 149.25       |
| 2    | Benoît Tréluyer          | Audi Sport Team Joest | 2   | 1   | 5   | 1   | 3   | 14  | 1   | 2   | 149.25       |
| 3    | Anthony Davidson         | Toyota Racing         | 3   | 4   | 2   | Ret | 2   | 15  | Ret | 1   | 106.25       |
| 3    | Stéphane Sarrazin        | Toyota Racing         | 3   | 4   | 2   | Ret | 2   | 15  | Ret | 1   | 106.25       |
| 3    | Sébastien Buemi          | Toyota Racing         | 3   | 4   | 2   | Ret | 2   | 15  | Ret | 1   | 106.25       |
| 4    | Alexander Wurz           | Toyota Racing         | 4   | Ret | 4   |     |     | 1   | 2   | Ret | 69.5         |
| 4    | Nicolas Lapierre         | Toyota Racing         | 4   | Ret | 4   |     |     | 1   | 2   | Ret | 69.5         |
| 5    | Mathias Beche            | Rebellion Racing      | 6   | 6   | 13  | 3   | 4   | 3   | 4   | Ret | 63.5         |
| 6    | Nicolas Prost            | Rebellion Racing      | 5   | 5   | 12  | 3   | 4   |     | 4   | Ret | 60           |
| 7    | John Martin              | G-Drive Racing        | 12  | 11  | EX  | 4   | 5   | 5   | 5   | 3   | 53           |
| 7    | Mike Conway              | G-Drive Racing        | 12  | 11  | EX  | 4   | 5   | 5   | 5   | 3   | 53           |
| 7    | Roman Rusinov            | G-Drive Racing        | 12  | 11  | EX  | 4   | 5   | 5   | 5   | 3   | 53           |
| 8    | Nick Heidfeld            | Rebellion Racing      | 5   | 5   | 12  | 3   | 4   |     |     |     | 48           |
| 9    | Lucas di Grassi          | Audi Sport Team Joest |     | 3   | 3   |     |     |     |     |     | 45           |
| 9    | Marc Gené                | Audi Sport Team Joest |     | 3   | 3   |     |     |     |     |     | 45           |
| 9    | Oliver Jarvis            | Audi Sport Team Joest |     | 3   | 3   |     |     |     |     |     | 45           |
| 10   | Bertrand Baguette        | OAK Racing            | 10  | 10  | 7   | 5   | 11  | 4   | 7   | 6   | 44.5         |
| 10   | Martin Plowman           | OAK Racing            | 10  | 10  | 7   | 5   | 11  | 4   | 7   | 6   | 44.5         |
| 10   | Ricardo González         | OAK Racing            | 10  | 10  | 7   | 5   | 11  | 4   | 7   | 6   | 44.5         |
| 11   | David Heinemeier Hansson | OAK Racing            | 8   | 9   | 8   | 9   | 10  | 6   | 6   | 4   | 42           |
| 11   | Olivier Pla              | OAK Racing            | 8   | 9   | 8   | 9   | 10  | 6   | 6   | 4   | 42           |
| 11   | Alex Brundle             | OAK Racing            | 8   | 9   | 8   | 9   | 10  | 6   | 6   | 4   | 42           |
| 12   | Kazuki Nakajima          | Toyota Racing         |     | Ret | 4   |     |     | 1   |     | Ret | 37.5         |
| Pos. | Pilote                   | Team                  | SIL | SPA | LMS | SÃO | COA | FUJ | SHA | BHR | Total points |

| Couleur | Résultat                     |
| ------- | ---------------------------- |
| Or      | Vainqueur                    |
| Argent  | 2e place                     |
| Bronze  | 3e place                     |
| Vert    | Terminé, dans les points     |
| Bleu    | Terminé, pas dans les points |
| Violet  | Abandon (Ab.) ou (Ret)       |
| Violet  | Non classé (NC)              |
| Rouge   | Pas qualifié (DNQ)           |
| Noir    | Disqualifié (DSQ)            |
| Blanc   | Pas au départ (DNS)          |
| Blanc   | Forfait (WD)                 |
| Blanc   | N'a pas participé (DNP)      |
| Blanc   | Blessé (INJ)                 |
| Blanc   | Exclu (EX)                   |
| Blanc   | Course annulée (C)           |

#### Coupe du monde d'endurance FIA pour pilotes GT
Gianmaria Bruni gagne la Coupe du monde d'endurance FIA pour pilotes GT lors des 6 Heures de Bahreïn.
| Pos. | Pilote               | Team                    | SIL | SPA | LMS | SÃO | COA | FUJ | SHA | BHR | Total points |
| ---- | -------------------- | ----------------------- | --- | --- | --- | --- | --- | --- | --- | --- | ------------ |
| 1    | Gianmaria Bruni      | AF Corse                | 5   | 1   | 5   | 1   | 2   | 2   | 4   | 1   | 145          |
| 2    | Giancarlo Fisichella | AF Corse                | 5   | 1   | 5   | 1   | 2   | 2   | 4   | 3   | 135          |
| 3    | Stefan Mücke         | Aston Martin Racing     | 1   | 4   | 3   | 2   | Ret | 1   | 1   | Ret | 125.5        |
| 3    | Darren Turner        | Aston Martin Racing     | 1   | 4   | 3   | 2   | Ret | 1   | 1   | Ret | 125.5        |
| 4    | Marc Lieb            | Porsche AG Team Manthey | 4   | 5   | 1   | 4   | 4   | 4   | 6   | 4   | 123          |
| 4    | Richard Lietz        | Porsche AG Team Manthey | 4   | 5   | 1   | 4   | 4   | 4   | 6   | 4   | 123          |
| 5    | Toni Vilander        | AF Corse                | 2   | 3   | 4   | Ret | 3   | 9   | 5   | 1   | 108          |
| 6    | Patrick Pilet        | Porsche AG Team Manthey | 7   | Ret | 2   | 3   | 9   | 3   | 3   | 2   | 99.5         |
| 6    | Jörg Bergmeister     | Porsche AG Team Manthey | 7   | Ret | 2   | 3   | 9   | 3   | 3   | 2   | 99.5         |
| 7    | Kamui Kobayashi      | AF Corse                | 2   | 3   | 4   | Ret | 3   | 9   | 5   | 3   | 98           |
| 8    | Bruno Senna          | Aston Martin Racing     | 1   | 2   | Ret | Ret | 1   | 5   | 2   | Ret | 94           |
| 9    | Frédéric Makowiecki  | Aston Martin Racing     | 3   | 2   | Ret |     | 1   | 1   |     |     | 73.5         |
| 10   | Romain Dumas         | Porsche AG Team Manthey | 4   | 5   | 1   |     |     |     |     |     | 72           |
| 11   | Pedro Lamy           | Aston Martin Racing     | 3   | 6   | Ret | 11  | Ret | 13  | 2   | Ret | 42.75        |
| 12   | Timo Bernhard        | Porsche AG Team Manthey | 7   | Ret | 2   |     |     |     |     |     | 42           |

#### Trophée Endurance FIA pour les pilotes LMP2
Bertrand Baguette, Martin Plowman et Ricardo González obtiennent le trophée destiné aux pilotes LMP2 lors des 6 Heures de Bahreïn.
| Pos. | Pilote                   | Team           | SIL | SPA | LMS | SÃO | COA | FUJ | SHA | BHR | Total points |
| ---- | ------------------------ | -------------- | --- | --- | --- | --- | --- | --- | --- | --- | ------------ |
| 1    | Bertrand Baguette        | OAK Racing     | 4   | 3   | 1   | 2   | 7   | 1   | 3   | 4   | 141.5        |
| 1    | Martin Plowman           | OAK Racing     | 4   | 3   | 1   | 2   | 7   | 1   | 3   | 4   | 141.5        |
| 1    | Ricardo González         | OAK Racing     | 4   | 3   | 1   | 2   | 7   | 1   | 3   | 4   | 141.5        |
| 2    | Alex Brundle             | OAK Racing     | 2   | 2   | 2   | 6   | 6   | 3   | 2   | 2   | 132.5        |
| 2    | David Heinemeier Hansson | OAK Racing     | 2   | 2   | 2   | 6   | 6   | 3   | 2   | 2   | 132.5        |
| 2    | Olivier Pla              | OAK Racing     | 2   | 2   | 2   | 6   | 6   | 3   | 2   | 2   | 132.5        |
| 3    | John Martin              | G-Drive Racing | 6   | 4   | EX  | 1   | 1   | 2   | 1   | 1   | 132          |
| 3    | Mike Conway              | G-Drive Racing | 6   | 4   | EX  | 1   | 1   | 2   | 1   | 1   | 132          |
| 3    | Roman Rusinov            | G-Drive Racing | 6   | 4   | EX  | 1   | 1   | 2   | 1   | 1   | 132          |
| 4    | Luís Pérez Companc       | Pecom Racing   | 3   | 1   | 4   | 3   | 2   | 5   | Ret | 7   | 110          |
| 4    | Nicolas Minassian        | Pecom Racing   | 3   | 1   | 4   | 3   | 2   | 5   | Ret | 7   | 110          |
| 4    | Pierre Kaffer            | Pecom Racing   | 3   | 1   | 4   | 3   | 2   | 5   | Ret | 7   | 110          |
| 5    | Tor Graves               | Delta-ADR (en) | 1   | Ret | Ret | Ret | 4   | 4   | 4   |     | 56           |

#### Trophée Endurance FIA pour les pilotes LMGTE Am
Jamie Campbell-Walter et Stuart Hall ont sécurisé le trophée destiné aux pilotes LMGTE Am lors des 6 Heures de Bahreïn.
| Pos. | Pilote                | Team                    | SIL | SPA | LMS | SÃO | COA | FUJ | SHA | BHR | Total points |
| ---- | --------------------- | ----------------------- | --- | --- | --- | --- | --- | --- | --- | --- | ------------ |
| 1    | Jamie Campbell-Walter | Aston Martin Racing     | 4   | 4   | 5   | 1   | 1   | 2   | 3   | 5   | 129          |
| 1    | Stuart Hall           | Aston Martin Racing     | 4   | 4   | 5   | 1   | 1   | 2   | 3   | 5   | 129          |
| 2    | Rui Águas             | 8 Star Motorsports      | 3   | 1   | 8   | 2   | 4   | 4   | 1   | 2   | 128          |
| 2    | Enzo Potolicchio      | 8 Star Motorsports      | 3   | 1   | 8   | 2   | 4   | 4   | 1   | 2   | 128          |
| 3    | Jean-Karl Vernay      | IMSA Performance Matmut | 7   | 6   | 1   | 4   | 3   | 5   | 2   | 6   | 122          |
| 3    | Raymond Narac         | IMSA Performance Matmut | 7   | 6   | 1   | 4   | 3   | 5   | 2   | 6   | 122          |
| 4    | Kristian Poulsen      | Aston Martin Racing     | 1   | 2   | Ret | Ret | 2   | 1   | Ret | 1   | 104.5        |
| 4    | Christoffer Nygaard   | Aston Martin Racing     | 1   | 2   | Ret | Ret | 2   | 1   | Ret | 1   | 104.5        |
| 5    | Julien Canal          | Larbre Compétition      | 2   | 3   | 4   | 6   | 6   | 8   | 5   | 4   | 97           |
| 5    | Patrick Bornhauser    | Larbre Compétition      | 2   | 3   | 4   | 6   | 6   | 8   | 5   | 4   | 97           |

### Championnat des Constructeurs
2 championnats constructeurs distincts sont présents dans ce championnat. L'un est destiné aux Sport-prototypes alors que l'autre est réservé aux voitures Grand tourisme. Le Championnat du Monde des Constructeurs est destiné seulement aux constructeurs engagés en LMP1, et les points proviennent seulement du meilleur score enregistré par le constructeur lors de chaque manche. Ainsi, Audi sécurisa ce trophée lors des 6 Heures de Bahreïn. Le Championnat du Monde des Constructeurs GT concerne quant à lui les constructeurs alignés dans les catégories LMGTE Pro et LMGTE Am. Cette année, Ferrari gagne pour la seconde année consécutive ce trophée lors des 6 Heures de Bahreïn.Concernant le barème des points, chaque constructeur cumule les points obtenus par ses deux meilleures voitures et cela lors de chaque manche.

#### Championnat du monde d'endurance FIA— Constructeurs
| Pos. | Constructeur | SIL | SPA | LMS | SÃO | COA | FUJ | SHA | BHR | Total points |
| ---- | ------------ | --- | --- | --- | --- | --- | --- | --- | --- | ------------ |
| 1    | Audi         | 1   | 1   | 1   | 1   | 1   | 2   | 1   | 2   | 207          |
| 2    | Toyota       | 3   | 3   | 2   | Ret | 2   | 1   | 2   | 1   | 142.5        |

#### Coupe du Monde d'Endurance FIA pour les Constructeurs GT
| Pos. | Constructeur | SIL | SPA | LMS | SÃO | COA | FUJ | SHA | BHR | Total points |
| ---- | ------------ | --- | --- | --- | --- | --- | --- | --- | --- | ------------ |
| 1    | Ferrari      | 2   | 1   | 4   | 1   | 2   | 2   | 4   | 1   | 255          |
| 1    | Ferrari      | 5   | 2   | 5   | 6   | 3   | 8   | 5   | 3   | 255          |
| 2    | Aston Martin | 1   | 3   | 3   | 2   | 1   | 1   | 1   | 5   | 246.5        |
| 2    | Aston Martin | 3   | 5   | 8   | 5   | 5   | 5   | 2   | 8   | 246.5        |
| 3    | Porsche      | 4   | 4   | 1   | 3   | 4   | 3   | 3   | 2   | 230.5        |
| 3    | Porsche      | 7   | 9   | 2   | 4   | 7   | 4   | 6   | 4   | 230.5        |

### Championnat des Équipes
Toutes les équipes des 4 catégories de ce championnat sont représentées pour le Trophée Endurance FIA. Chaque voiture marque ses propres points, contrairement à 2012 où les résultats obtenus par chaque voiture d'une équipe étaient additionnés pour le compte de cette dernière.

#### Trophée Endurance FIA pour les Équipes privés LMP1
Le Trophée Endurance FIA pour les écuries privées LMP1 est ouvert seulement pour les équipes privées concourant dans la catégorie LMP1 sans constructeur associé. À la suite du retrait de l'écurie Strakka Racing à la mi-saison, Rebellion Racing est la seule équipe à compléter ce championnat et obtient donc cette distinction.
| Pos. | n° | Team             | SIL | SPA | LMS | SÃO | COA | FUJ | SHA | BHR | Total points |
| ---- | -- | ---------------- | --- | --- | --- | --- | --- | --- | --- | --- | ------------ |
| 1    | 12 | Rebellion Racing | 1   | 1   | 2   | 1   | 1   | 1   | 1   | Ret | 173.5        |
| 2    | 21 | Strakka Racing   | Ret | 2   | 1   |     |     |     |     |     | 68           |

#### Trophée Endurance FIA pour les Équipes de LMP2

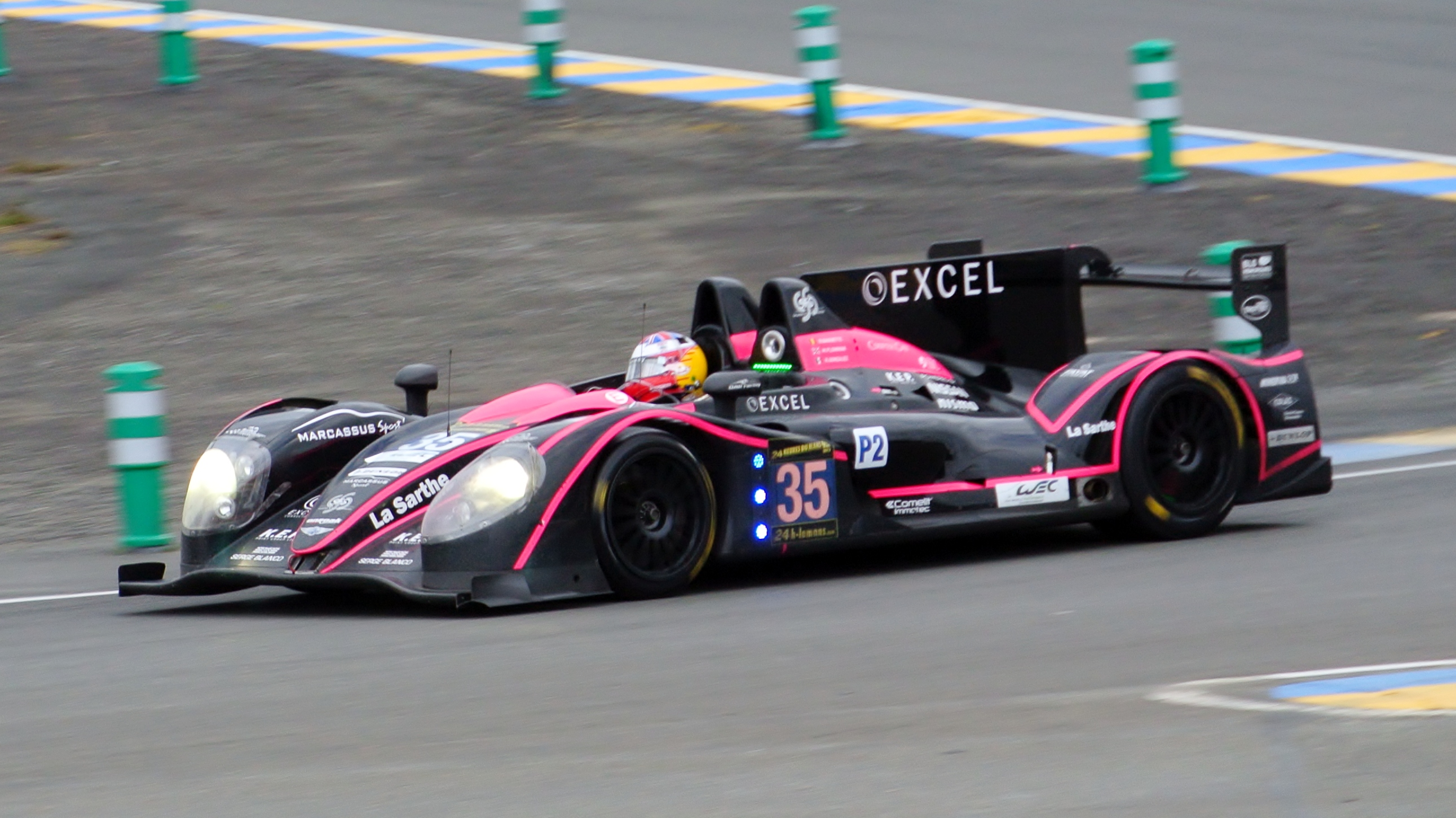
OAK Racing gagne le Trophée Endurance FIA pour les Équipes LMP2.

Le Trophée Endurance FIA pour les Équipes LMP2 a été remporté par la voiture no 35 du OAK Racing lors des 6 Heures de Bahreïn.
| Pos. | n° | Team                    | SIL | SPA | LMS | SÃO | COA | FUJ | SHA | BHR | Total points |
| ---- | -- | ----------------------- | --- | --- | --- | --- | --- | --- | --- | --- | ------------ |
| 1    | 35 | OAK Racing              | 4   | 3   | 1   | 2   | 7   | 1   | 3   | 4   | 141.5        |
| 2    | 24 | OAK Racing              | 2   | 2   | 2   | 5   | 6   | 3   | 2   | 2   | 134.5        |
| 3    | 26 | G-Drive Racing          | 6   | 4   | EX  | 1   | 1   | 2   | 1   | 1   | 132          |
| 4    | 49 | Pecom Racing            | 3   | 1   | 3   | 3   | 2   | 5   | Ret | 6   | 118          |
| 5    | 41 | Greaves Motorsport      | 5   | DNS | 4   | 4   | 4   |     | 5   | 3   | 81           |
| 6    | 25 | Delta-ADR (en)          | 1   | Ret | Ret | Ret | 4   | 4   | 4   | 5   | 66           |
| 7    | 32 | Lotus                   | NC  | 5   | Ret | Ret | 3   | 6   | 6   | Ret | 37           |
| 8    | 31 | Lotus                   | Ret | 6   | Ret | Ret | Ret | 7   | Ret | Ret | 11           |
| 9    | 28 | Gulf Racing Middle East |     | 7   | Ret |     |     |     |     |     | 6            |

#### Trophée Endurance FIA pour les Équipes de LMGTE Pro
Le Trophée Endurance FIA pour les Équipes de LMGTE Pro a été remporté par la voiture no 51 de l'équipe AF Corse lors des 6 Heures de Bahreïn.
| Pos. | n° | Team                    | SIL | SPA | LMS | SÃO | COA | FUJ | SHA | BHR | Total points |
| ---- | -- | ----------------------- | --- | --- | --- | --- | --- | --- | --- | --- | ------------ |
| 1    | 51 | AF Corse                | 5   | 1   | 5   | 1   | 2   | 2   | 4   | 1   | 145          |
| 2    | 97 | Aston Martin Racing     | 1   | 3   | 3   | 2   | Ret | 1   | 1   | Ret | 128.5        |
| 3    | 92 | Porsche AG Team Manthey | 4   | 4   | 1   | 4   | 4   | 4   | 6   | 4   | 126          |
| 4    | 91 | Porsche AG Team Manthey | 6   | Ret | 2   | 3   | 5   | 3   | 3   | 2   | 109.5        |
| 5    | 71 | AF Corse                | 2   | 2   | 4   | Ret | 3   | 5   | 5   | 3   | 105          |
| 6    | 99 | Aston Martin Racing     | 3   | 5   | Ret | Ret | 1   | 6   | 2   | Ret | 74           |

#### Trophée Endurance FIA pour les Équipes de LMGTE Am
Le Trophée Endurance FIA pour les Équipes de LMGTE Am a été remporté par la voiture no 81 de l'équipe 8 Star Motorsports lors des 6 Heures de Bahreïn.
| Pos. | n° | Team                    | SIL | SPA | LMS | SÃO | COA | FUJ | SHA | BHR | Total points |
| ---- | -- | ----------------------- | --- | --- | --- | --- | --- | --- | --- | --- | ------------ |
| 1    | 81 | 8 Star Motorsports      | 3   | 1   | 6   | 2   | 4   | 4   | 1   | 2   | 136          |
| 2    | 96 | Aston Martin Racing     | 4   | 4   | 4   | 1   | 1   | 2   | 3   | 5   | 133          |
| 3    | 76 | IMSA Performance Matmut | 7   | 6   | 1   | 4   | 3   | 5   | 2   | 6   | 122          |
| 4    | 95 | Aston Martin Racing     | 1   | 2   | Ret | Ret | 2   | 1   | Ret | 1   | 104.5        |
| 5    | 50 | Larbre Compétition      | 2   | 3   | 3   | 6   | 6   | 8   | 5   | 4   | 103          |
| 6    | 88 | Proton Competition      | 5   | 5   | 5   | 3   | 5   | 3   | 4   | Ret | 84.5         |
| 7    | 61 | AF Corse                | 8   | 8   | 2   | Ret | 7   | 7   | 6   | 3   | 76           |
| 8    | 57 | Krohn Racing            | 6   | 7   | Ret | 5   | 8   | 6   | Ret | Ret | 32           |